# Goliath (roman)
Pour les articles homonymes, voir Goliath.
Goliath (titre original : Goliath), publié en 2011 et traduit en France en 2012, est un roman de science-fiction, plus précisément d'uchronie, écrit par Scott Westerfeld. Dernier tome de la trilogie Léviathan, il a été, tout comme les deux premiers tomes, traduit de l'anglais américain par Guillaume Fournier.

## Résumé
Goliath continue dans le style d'histoire alternative du premier tome de Léviathan. En 1914, les pays darwinistes comme la Grande-Bretagne, la France et la Russie menacent de déclencher une guerre mondiale avec les pays Clankers comme l’Allemagne et l’Autriche-Hongrie. Alex et Deryn sont de retour sur le Léviathan. Mais le vaisseau doit faire un détour imprévu pour récupérer un visiteur du nom de Tesla en lien avec Nikola Tesla, un ingénieur serbe. Or, dans ce cas, Tesla est un inventeur russe qui a créé une machine destructrice.